# Gy-l’Évêque
Gy-l’Évêque település Franciaországban, Yonne megyében. Lakosainak száma 446 fő (2022. január 1.). Gy-l’Évêque Vallan, Chevannes, Escamps, Jussy és Migé községekkel határos.

## Népesség
A település népességének változása:
| Lakosok száma | 455  | 453  | 463  | 454  | 452  | 454  | 453  | 450  | 446  |
|               | 2013 | 2015 | 2016 | 2017 | 2018 | 2019 | 2020 | 2021 | 2022 |